# Налогин, Алексей Геннадьевич
Алексе́й Генна́дьевич Нало́гин (род. 29 апреля 1977 года в Москве) — российский программист, социальный предприниматель, основатель и генеральный директор российской частной компании ООО «Новые реабилитационные технологии „Доспехи“», занимающейся производством ортопедических систем для людей с повреждением спинного мозга.

## Биография
Алексей Геннадьевич Налогин родился 29 апреля 1977 года в Москве в семье военнослужащего. В детстве часто бывал в деревне Старое, расположенной в 80 километрах от Москвы. В возрасте 6 лет вместе с родителями переехал в Восточную Германию, где провёл 5 лет. В 1988 году вернулся обратно в Москву. Увлекался спортом, с 12 лет — туризмом.
Летом 1990 года у Алексея Налогина начались сильные боли в спине. В декабре того же года в Центральном институте травматологии и ортопедии имени Н. Н. Приорова был поставлен диагноз — саркома позвоночника. 27 декабря опухоль была удалена, для фиксации позвонков был установлен аллотрансплантат. Алексею пришлось пройти 6 курсов химиотерапии. 4 декабря 1991 года Налогин пережил повторную операцию по замене сломавшегося аллотрансплантата, в результате которой утратил возможность ходить и даже сидеть самостоятельно.
Зимой 1998 года при поддержке друзей создал первый в России благотворительный проект «Помогите спасти детей!» с целью сбора пожертвований для больных детей, проходящих лечение в Российской детской клинической больнице. В 2000-м году проект был признан одним из самых эффективных в мире. Алексей Налогин принял участие в разработке более 50 сетевых проектов, также сотрудничал с Институтом системного анализа Российской академии наук, ЗАО «Телекомпания ВИD», международной благотворительной организацией CAF и другими организациями, расположенными на территории России, Великобритании, США, Германии, Италии и Израиля.
С 1999 года Алексей Геннадьевич руководит и другими проектами, в том числе созданной им сетью CBN. С того же года сотрудничает с Российским представительством Благотворительного Фонда «Charities Aid Foundation».
В начале 2000-х годов у Налогина зародилась идея о создании «Доспехов». Изучив вопрос и обратившись к довоенному опыту немецких врачей, лечивших с помощью похожих аппаратов полиомиелит, Алексей Геннадьевич заказал первый образец в Центральном НИИ протезирования и протезостроения:
Конструкция была тяжеленная, громоздкая, но я понял, что, если идею развивать, может получиться то, что нужно.
Увидев положительные результаты, друзья и знакомые стали заказывать у Алексея Налогина «Доспехи». В 2005 году он начал производственную деятельность в качестве индивидуального предпринимателя, создавая порядка 5—6 изделий в год (стоимость одного изделия составляла 85 тыс. рублей). В 2008 году Налогин зарегистрировал общество с ограниченной ответственностью «Новые реабилитационные технологии „Доспехи“» — это было необходимо для того, чтобы клиенты имели возможность возвращать потраченные на ортопедическую систему средства через Фонд социального страхования (по закону раз в год инвалид, приобретающий протезно-ортопедические изделия у лицензированного изготовителя, имеет право на 100 % компенсацию затрат). В том же году Налогин разработал подробный бизнес-план и получил от фонда «Наше будущее» 9,5 млн рублей, при этом 4 млн были перечислены безвозмездно, а 5,5 млн даны в форме беспроцентного займа на оборотные средства сроком на два года.
В настоящее время Алексей Налогин постоянно проживает в Таиланде, он лишь изредка приезжает в Москву, управляя своей компанией дистанционно. Помимо всего прочего, предприниматель занимается стрельбой из лука и ездой на мотоцикле.